# Jaime de Altavila
Amphilóphlilo de Oliveira Mello, conhecido como Jaime de Altavila (Maceió, 16 de outubro de 1895 — Maceió, 26 de março de 1970) foi um jornalista e político brasileiro.

## Biografia
Jayme nasceu à Rua General Hermes, hoje o Grupo Escolar Cincinato Pinto no bairro do Bom Parto em Maceió. Embora tenha seu nome de batismo fosse Anfilófilo, assinava desde sua adolescência, seus artigos com o pseudônimo "OLLEM" (Mello, grafia arcaica, ao contrário), e depois como: "Jayme de Altavila". Jayme era o nome de seu irmão falecido e Altavilla Irpina era uma comuna (cidade), na província de Avellino na região de Campânia, na Itália. Seu pai Sr. Balbino Figueiredo de Mello, nasceu em 21 de Dezembro de 1869 e faleceu em 13 de Setembro de 1934, sua mãe a Sra. Deolinda de Oliveira Mello, nasceu em 28 de Junho de 1876, não há registros da data de seu falecimento. Seu avô materno, Sr. Félix Belli D´Oliverri, falecera em 21 de Abril de 1919, nasceu em Nápoles na Itália, daí escolha do nome pela região da Itália. (Interpretação do pesquisador, Prof. Dimitris Alves, graduado em História na UFAL-Universidade Federal de Alagoas. Sua avó materna D. Lúcia Maria Pinto de Amorim, falecera em 01 de Março de 1919, sepultados no cemitério do bairro de Jaraguá, em Maceió.
Os pais de Jayme tiveram 14 filhos – apenas 9 sobreviveramː
1. Amphilóphilo de Oliveira Mello – O primogênito;
2. Flávio de Oliveira Mello;
3. Luiz de Oliveira Mello;
4. João de Oliveira Mello;
5. Esmeralda de Oliveira Mello;
6. Manoel de Oliveira Mello;
7. Antenor de Oliveira Mello;
8. Jaime de Oliveira Mello;
9. Deolinda de Oliveira Mello, única viva, tinha o nome da mãe.

## Estudos
Estudou no Liceu Alagoano e fez Ciências Jurídicas e Sociais na Faculdade de Direito do Recife e concluiu o curso na Faculdade de Direito do Rio de Janeiro em 7 de dezembro de 1923.

## Casamento e filho
Jayme contraiu primeiras núpcias com: Belmira Goulart, alagoana, gerou com ela Duse Mello Haller que falecera em 1995.
Contraiu segunda núpcias com: Emília Lustosa Cabral, paraibana da cidade de Patos, nasceu em 17 de Agosto de 1908 e falecerá em 19 de Dezembro de 1989. Gerou o único filho do casal: Jayme Lustosa de Altavila, que nascera em 17 de Setembro de 1934 e ainda vive entre nós. É Advogado e biblioteconomista, e atualmente (2007) é presidente do Instituto Histórico e Geográfico de Alagoas, seguindo o pai que presidira a instituição no passado.

## Amizades
Jayme fora amigo dos intelectuais José Lins do Rego, poeta paraibano. E dos Alagoanos, Pontes de Miranda (jurista), Jorge de Lima (poeta) e Osman Loureiro (jurista e ex-governador de Alagoas.)

## Início do uso do pseudônimo Jayme de Altavila
A partir de 18 de Janeiro de 1950 passa a incluir no nome, o pseudônimo “Jayme de Altavila”. Anfilófilo Jayme de Altavila Mello.

## Contribuições
Volta à Maceió em 19 de Dezembro de 1923 quando concluiu o curso de Direito.

### Área acadêmica
- Fundou a Academia Alagoana de Letras em 1919, fora seu presidente nos períodos 1936 a 1937 e 1961 a 1964.

- Professor de economia na UFAL-Universidade Federal de Alagoas.

- Foi adjunto do procurador da República.

- Professor na antiga Escola Normal de Maceió e Colégio Lyceu Alagoano.

- Foi inspetor federal de ensino.

- Foi professor do Instituto de Educação.

### Área jurídica
- Foi adjunto do primeiro promotor público da capital, Maceió.

- Foi substituto de Juiz Federal.

- Um dos fundadores da Faculdade de Direito de Alagoas, célula máter da hoje UFAL.

- Tornou-se doutor em Direito.

- Foi juiz federal da Paraíba.

- Membro do Conselho Estadual de Cultura.

- Membro e presidente do IHGAL-Instituto Histórico e Geográfico de Alagoas de 2 de Dezembro de 1958 a 20 de Março de 1970.

- Membro do The Geografic Society de Washington DC, USA.

### Área literária
- Eleito “Príncipe dos Poetas Alagoanos” em 1964.

- Escritor de várias obras, dentre elas, o Livro “Origem dos Direitos dos Povos”.

- Escreveu a letra do atual hino do Clube de Regatas Brasil, um dos maiores times de futebol de Alagoas.

## Político
- Foi prefeito de Maceió no período de 1 de fevereiro de 1927 a 7 de janeiro de 1928,[1] Em sua gestão em 1 de abril de 1927, introduziu o telefone automático. Urbanização da Avenida da Paz Celestial, localizada na orla da praia do centro da cidade de Maceió. Construção do coreto de Jaraguá, inaugurado em 1 de Janeiro de 1928. Nos dias atuais é localizado em frente ao Memorial à República inaugurado em 2007.

- Foi deputado estadual.[1]

- Foi deputado federal 02.12.1945, o terceiro mais votado de seu partido.

## Publicações
- Luango - o negrinho de Palmares (1949) O Quilombo dos Palmares (1932)